# Schistophleps mundata
Schistophleps mundata är en fjärilsart som beskrevs av Gottfried Christian Reich 1957. Schistophleps mundata ingår i släktet Schistophleps och familjen björnspinnare. Inga underarter finns listade.